# تمام احمق‌ها ترک صحنه کردند
«تمام احمق‌ها ترک صحنه کردند» (به انگلیسی: All the Fools Sailed Away) عنوان یازدهمین تک‌آهنگ از گروه هوی متال دیو است که همراه با آلبوم ای‌پی رویاهای پلید ببین در ۱۹۸۷ منتشر شد.